# Sydney Sweeney
Sydney Bernice Sweeney, född 12 september 1997
 i Spokane i Washington, är en amerikansk skådespelare känd framförallt för sin roll som Emaline Addario i TV-serien Everything Sucks!. Sweeney spelar Eden i The Handmaid's Tale tillsammans med bland andra Elisabeth Moss. År 2019 började hon medverka i en huvudroll i TV-serien Euphoria.

## Biografi
Sweeney är uppvuxen i Spokane, Washington. Hon har en yngre bror som heter Trent. Hennes mor är advokat och hennes far är inom det medicinska området. Hon fick intresse för skådespeleri efter att ha velat provspela för en roll i en indiefilm som hade kommit till hennes stad. För att övertyga sina föräldrar presenterade hon dem en femårs affärsplan. De kom överens och strax efter flyttade de till Los Angeles.

## Karriär
Sweeney har gästspelat i TV-serier som Pretty Little Liars, Criminal Minds, Grey's Anatomy, 90210, och In the Vault som Haley Caren. Sweeney spelade Emaline Addario i Netflix-serien Everything Sucks!.
Sweeney spelar Eden Spencer i den andra säsongen av Hulus originalserie The Handmaid's Tale. Hon spelar även Alice i miniserien Sharp Objects från HBO.
Hon medverkar i thrillern Clementine och thrillern Under the Silver Lake.
I juni 2018 tillkännagavs det att Sweeney skulle spela tillsammans med Zendaya i piloten Euphoria som Cassie. Serien hade svensk premiär den 17 juni 2019.

## Privatliv
Sweeney var förlovad med sin långvariga pojkvän Jonathan Davino sedan februari 2022. De träffades 2018.  Paret skulle ha gift sig i maj 2025 men i mars meddelades det att de gått skilda vägar.

## Filmografi (i urval)
- 2009 – Criminal Minds (TV-serie)
- 2010 – 90210 (TV-serie)
- 2010 – The Ward
- 2014 – Grey's Anatomy (TV-serie)
- 2017 – Pretty Little Liars (TV-serie)
- 2018 – Everything Sucks! (TV-serie)
- 2018 – The Handmaid's Tale (TV-serie)
- 2018 – Sharp Objects (TV-serie)
- 2018 – The Wrong Daughter
- 2018 – Under the Silver Lake
- 2019 – Clementine
- 2019 – Once Upon a Time in Hollywood
- 2019–2024 – Euphoria (TV-serie)
- 2021 – The White Lotus (TV-serie)
- 2021–2022 – Robot Chicken (TV-serie) (röst)
- 2023 – Reality
- 2023 – Americana
- 2023 – Anyone But You  (även producent)
- 2024 – Madame Web
- 2024 – Immaculate  (även producent)
- 2025 – Echo Valley
- 2025 – The Housemaid
- 2025 – Christy